# Garncarstwo w regionie Kgatleng
Garncarstwo w regionie Kgatleng – proces wyrobu tradycyjnej ceramiki przez zamieszkującą Dystrykt Kgatleng w południowo-wschodniej części Botswany społeczność Bakgatla ba Kgafela.
W 2012 roku tradycja wpisana została na listę niematerialnego dziedzictwa kulturowego wymagającego pilnej ochrony. Nazwa wpisu w języku angielskim to Earthenware pottery-making skills in Botswana’s Kgatleng District, zaś w języku tswana – Kitso ya go Bopa Dinkgo tsa Sekgatla.

## Charakterystyka

Dystrykt Kgatleng na mapie Botswany

Bakgatla ba Kgafela to społeczność posługująca się językiem tswana, zamieszkująca Dystrykt Kgatleng w południowo-wschodniej Botswanie oraz pogranicze botswańsko-południowoafrykańskie. Spośród kilkunastu zamieszkiwanych przez ten lud wiosek, umiejętność wykonywania tradycyjnej ceramiki zachowała się jedynie we wsi Oodi oraz w stolicy dystryktu, mieście Mochudi. Podobna ceramika wytwarzana jest również na niewielką skalę przez Bakgatla ba Kgafela zamieszkujących wsie Gabane i Molepolole w sąsiednim Dystrykcie Kweneng oraz wieś Manaledi w Dystrykcie Central, a także okolice wioski Moruleng w Prowincji Północno-Zachodniej w Republice Południowej Afryki.
Naczynia mogą mieć różną wielkość oraz kształt (okrągły, stożkowaty bądź owalny) w zależności od swojego przeznaczenia – mogą służyć m.in. do przechowywania piwa (ogromne dzbany zwane setsaga o pojemności nawet 300 litrów), fermentacji mąki z sorgo (garnki tsegana), przechowywania i przenoszenia wody czy gotowania posiłków, a także do celów rytualnych. Produkty różnią się między sobą również stylem, jednak zawsze stanowi on nawiązanie do tradycyjnych ludowych wierzeń i praktyk. Najpopularniejszym motywem dekoracyjnym umieszczanym na ceramice przez społeczność Bakgatla ba Kgafela jest zygzakowaty wzór o nazwie lokgapho.

## Wykonanie
Do wyrobu naczyń używana jest gliniasta gleba (określana w języku tswana mianem letsopa) i zwietrzały piaskowiec (moshalakane) pozyskiwane u podnóża znajdujących się koło Mochudi wzgórz Phuthadikobo i Tsope, a także tlenek żelaza (letsoku), krowie łajno (dibe) oraz woda, drewno i trawa. Najlepsze miejsce do pozyskiwania surowców odnajdywane jest tradycyjnie dzięki medytacji i łączności z duchami przodków, którzy są uznawani za opiekunów gleb. Podczas zbioru gliny i piaskowca przestrzegane są pewne zasady, które obejmują m.in. konieczność przedstawienia duchom przodków kolejnych pokoleń zajmujących się wyrobem tradycyjnej ceramiki, zakaz uczestniczenia w wydobyciu materiału do jej produkcji kobiet miesiączkujących lub pozostających w żałobie, gdyż są one uznawane za nieczyste (choć mogą się „oczyścić” przy użyciu specjalnych ziół) oraz nakaz zachowania wstrzemięźliwości seksualnej na okres produkcji naczyń.
Po wydobyciu glinę i piaskowiec rozciera się w moździerzu na proszek, który po przesianiu mieszany jest z wodą, w wyniku czego powstaje masa, z której lepi się naczynia. Uformowane naczynia pozostawia się na kilka dni do wyschnięcia, a następnie przez 12 godzin wypala w wydrążonym w ziemi palenisku o wymiarach 4 m × 2 m × 1 m, wyłożonym wysuszonym krowim łajnem, drewnem oraz trawą.

## Zagrożenie i ochrona

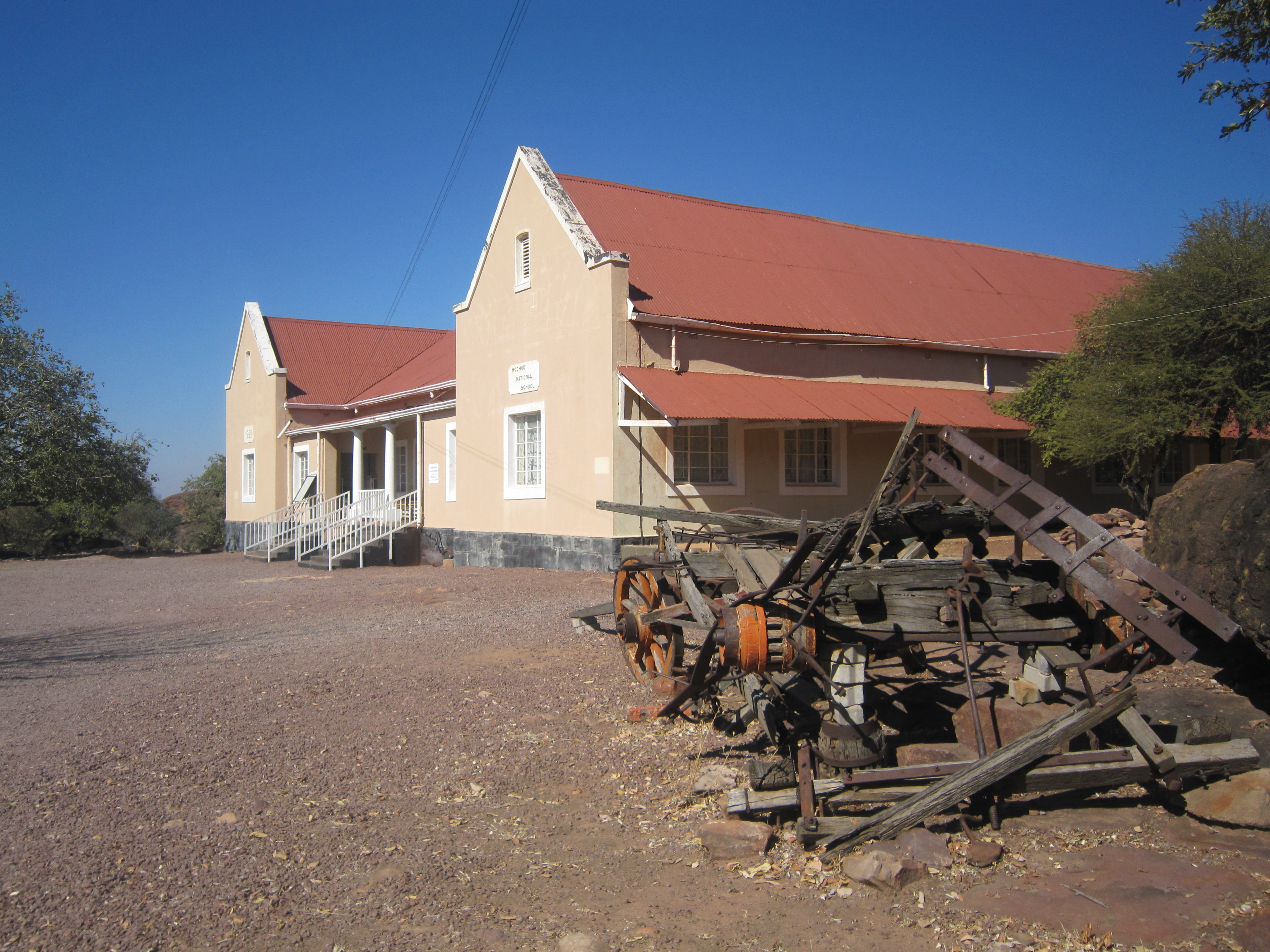
Phuthadikobo Museum w Mochudi (2012)

Garncarstwem w społeczności Bakgatla ba Kgafela zajmują się przede wszystkim kobiety, a umiejętności przekazywane są z pokolenia na pokolenie córkom i wnuczkom. Tradycja zagrożona jest jednak zanikiem, ponieważ mistrzynie sztuki garncarskiej są coraz starsze i jest ich coraz mniej, a dodatkowo tradycyjne wyroby wypierane są przez produkowane masowo tańsze naczynia. W celu ochrony tradycji ludu Bakgatla ba Kgafela, w tym garncarstwa z regionu Kgatleng, w 1975 roku powołano Phuthadikobo Museum – instytucję gromadzącą zbiory ceramiki. Organizowane są także festiwale, wystawy i targi, podczas których prezentowane i sprzedawane są lokalnie wytwarzane wyroby ceramiczne.